# Terminalia glabrata
Terminalia glabrata är en tvåhjärtbladig växtart som beskrevs av Forst. f.. Terminalia glabrata ingår i släktet Terminalia och familjen Combretaceae.

## Underarter
Arten delas in i följande underarter:
- T. g. brownii
- T. g. haroldii
- T. g. intonsa
- T. g. koariki
- T. g. rarotongensis